# 転院搬送
転院搬送（てんいんはんそう、英語: transfer conveyance）とは医療機関から他の医療機関へ患者を搬送すること である。一般的にその医療機関で手に負えなくなったり、専門的な医療機関へ搬送する必要が出た場合行う。

## 実施方法とスタッフ

### 消防救急車を使う場合
消防の救急車では医療機関からの要請で転院搬送を行っている。この場合は救急隊員や救急救命士に加えて、医師や看護師が同乗する事が多い。
『例解　救急救助業務』によると
①　当該医療機関において治療能力を欠き
②　かつ他の専門病院に緊急に搬送する必要があり
③　他に適当な搬送手段がない場合には
④　要請により出場する
の要件を満たし、かつ
⑤　医師が同乗すること
を遵守すべきである、と記している。

### 病院の救急車やドクターカーを使う場合
搬送元の医療機関が救急車やドクターカーを所有している場合、これを利用することが多い。ただし患者の容体により自院の救急車で対応できない場合で緊急の場合消防救急車を要請することもある。スタッフとしては運転員となる事務員に医師や看護師という場合が多い。また、消防機関に採用されなかった救急救命士資格者を生かすために一部の医療機関では救急救命士の採用が行われており、病院所属の救命士が運用している場合もある。

## 患者搬送車を使う場合
緊急性が低い場合、患者搬送車 や、民間の介護・福祉タクシーを使うこともある。民間の患者搬送車を利用する場合の運賃支払いについては、医療機関と患者とが協議して決める。
（運送業者の一部には、自らを「民間救急車」などと称して宣伝をしている業者もあるが、それらはそもそも「救急車」ではないため、緊急走行は出来ない。）